# Pear (wieś)
Pear (cyr. Пеар) – wieś w Serbii, w okręgu zlatiborskim, w mieście Užice. W 2011 roku liczyła 370 mieszkańców.